# Dundalk
Dundalk (en irlandés: Dún Dealgan) es una ciudad, capital del condado de Louth en la provincia de Leinster, en el noreste de la República de Irlanda. La ciudad se encuentra aproximadamente en el punto medio entre las ciudades de Dublín y Belfast.

## Personajes famosos
La ciudad se encuentra vinculada al héroe mítico Cúchulainn, que tenía en ella su residencia.
Dundalk es conocida también por ser el lugar de nacimiento de los integrantes del grupo musical The Corrs, los hermanos Andrea, Caroline, Sharon y Jim Corr.

## Deportes
Dundalk posee un equipo de fútbol llamado Dundalk FC que compite en la FAI Premier Division, la cual ha logrado ganar tres veces consecutivas; además, en la temporada 2015-16 logró clasificar a la Liga Europa de la UEFA 2016-17.